# Dibromethan
Đibromometan hay metylen bromide, or metylen đibromide là dẫn xuất clo hóa của metan. Đây là một chất lỏng không màu, kém tan trong nước nhưng tan tốt trong các dung môi hữu cơ.

## Điều chế
Dibromomethane có thể điều chế từ bromofom bằng phản ứng
CHBr3 + Na3AsO3 + NaOH → CH2Br2 + Na3AsO4 + NaBr
sử dụng natri asenit và hydroxide natri.
Cách điều chế khác là từ diiodomethane và bromine.